# Pierrick
Pour l’article ayant un titre homophone, voir Pierric.
Pierrick (ou Pierric) est un prénom masculin d’origine bretonne ou Grec. C’est le diminutif de Pêr, breton pour Pierre , ou en Grec Petros désignant Pierre ou Cailloux
- Pierric Bailly (1982) écrivain français,
- Pierrick Bisinski (1961) écrivain parisien né à Bruxelles,
- Pierrick Bourgeat (1976) skieur alpin français,
- Pierrick Bourgault (1961) écrivain, journaliste, photographe, réalisateur de films et enseignant français,
- Pierrick Capelle (1987) footballeur français,
- Pierrick Chelle (1989) joueur de handball français
- Pierrick Cros (1991) footballeur français,
- Pierrick Cros (1992) footballeur français,
- Pierrick Courbon (1985) socialiste français,
- Pierrick Dubé (2001) joueur professionnel franco-canadien de hockey sur glace.
- Pierrick Fédrigo (1978) coureur cycliste français,
- Pierric Guittaut (1974) auteur de roman policier,
- Pierrick Gunther (1989), rugbyman français,
- Pierrick Hiard (1955) ancien gardien de but international de football,
- Pierrick Le Bert (1970) footballeur français,
- Pierrick Lilliu (1986) chanteur de pop-rock français,
- Pierrick Maïa (1967) ancien joueur professionnel de hockey sur glace,
- Pierrick Massiot (1948) président du Conseil régional de Bretagne,
- Pierrick Pédron (1969) saxophoniste français de jazz,
- Pierric Poupet (1984) joueur français de basket-ball,
- Pierrick Rakotoharisoa (1991) footballeur français,
- Pierrick Servais (1982) réalisateur français,
- Pierrick Sorin (1960) artiste plasticien et vidéaste français,
- Pierrick Valdivia (1988) footballeur français.